# Madeleine-Bouvet
Madeleine-Bouvet – miejscowość i gmina we Francji, w regionie Normandia, w departamencie Orne.
Według danych na rok 1990 gminę zamieszkiwało 356 osób, a gęstość zaludnienia wynosiła 28 osób/km² (wśród 1815 gmin Dolnej Normandii Madeleine-Bouvet plasuje się na 544. miejscu pod względem liczby ludności, natomiast pod względem powierzchni na miejscu 344.).